# Друга Коломийська бригада УГА
2-га Коломийська бригада — військове формування у складі 2-го корпусу Української Галицької армії.

## Бойових шлях
Сформована наприкінці січня 1919 р. з групи «Старе село», і складалася з 3-х піхотних куренів, які були організовані і відправлені на фронт Окружною Командою в Коломиї і Станіславові. В УГА бригада отримала 2-й порядковий номер. У боях під Львовом бригада складалася з майже 8000 вояків і старшин. В червні 1919 року перейшла в підпорядкування 3-го корпусу УГА.
Друга Коломийська бригада зарекомендувала себе в кривавих боях під Львовом, під час Чорткіської офензиви (служило чимало мешканців Бучацького повіту; зокрема, спішним маршем з Трибуховець через Бариш, Монастириська звільнила 14 червня Підгайці); на Наддніпрянщині в наступі на Київ.
Бригада припинила своє існування на 26 квітня 1920 року, коли була роззброєна польськими властями і інтернована до табору в Тухолі на Поморю.

## Командування
Командиром бригади з самого початку до 15 червня 1919 p. був Франц Тінкль, потім короткий час був отаман Роман Дудинський. 
На Наддніпрянщині, під час наступу на Київ, отаман Антін Виметаль, сотник Осип Рев'юк і сотник Карл Квапіль.

## Відомі вояки
- Роман Долинський — хорунжий УГА, майбутній підполковник дивізії Галичина.